# Ferrocarriles del Sur de los Urales

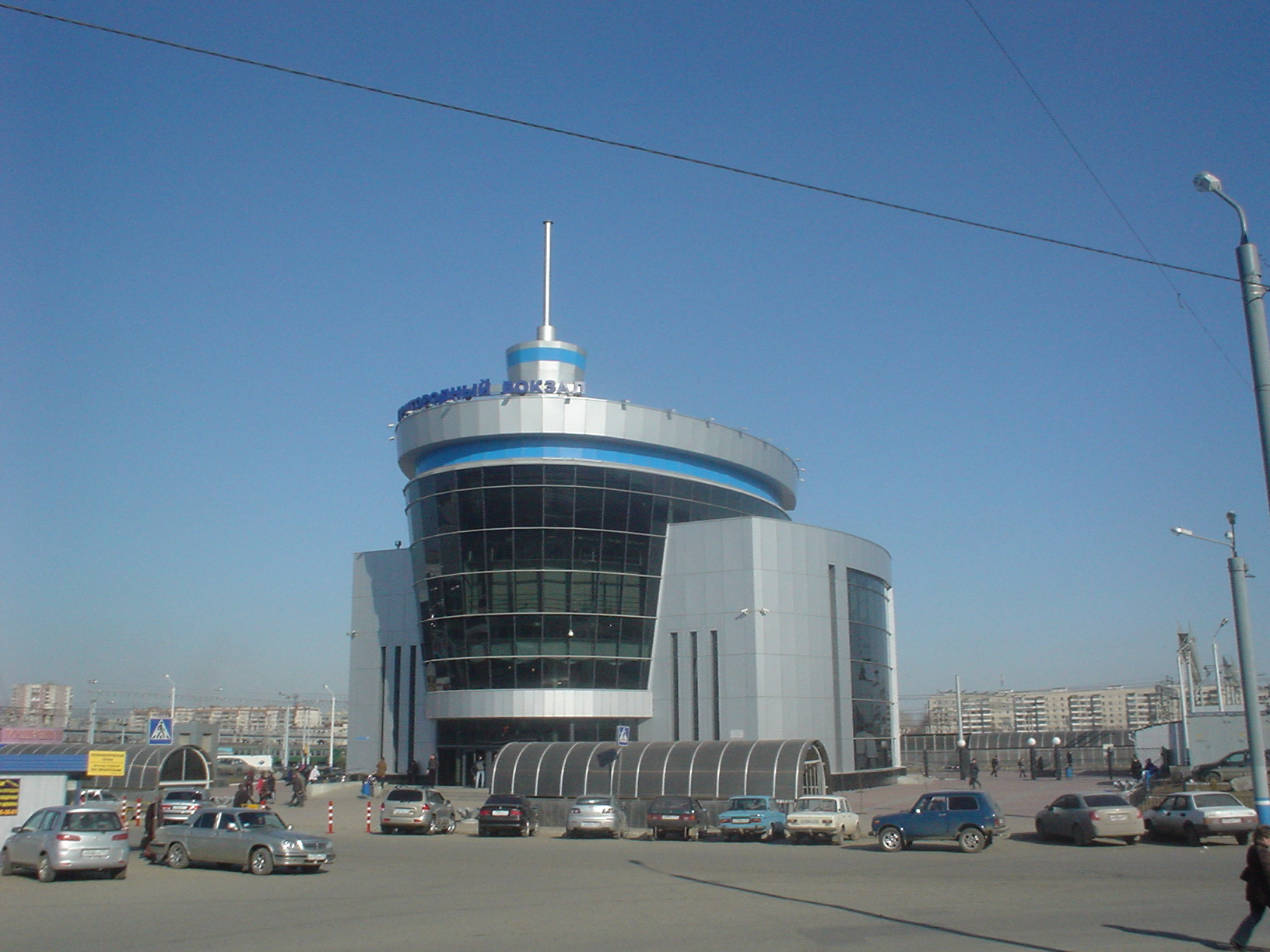
Estación de Cheliábinsk-Prigorodniy

Los Ferrocarriles del Sur de los Urales (YuUZhD) (Южно-Уральская железная дорога en ruso, transl.: Yuzhno-Uralskakaya zheleznaya doroga) es la red ferroviaria subsidiaria de Ferrocarriles Rusos que da servicio a las regiones de Oremburgo, Cheliábinsk, Kurgan, Sverdlovsk y la República Autónoma de Baskortostán.
La sede de la compañía se encuentra en Cheliábinsk. La red discurre a lo largo de 4.935 km en total. Algunos tramos recorren parte del territorio kazajo.

## Historia
La división regional formó parte del Ferrocarril de Perm, también conocido como Ferrocarriles de los Urales (actual Ferrocarriles de Sverdlovsk) hasta 1934. Durante los años 1880 se construyó la línea Cheliábinsk-Yekaterinburgo y a principios de la década siguiente pasó a ser parte del Transiberiano por el ramal sur. 
En 1877 se creó la línea Oremburgo-Samara. A lo largo de los años se fueron construyendo nuevas líneas mientras la región de los Urales experimentaba el desarrollo industrial durante el mandato de Iósif Stalin. En aquel entonces se construyeron en varios puntos diversas fábricas de siderurgia entre otros sectores.